# Ашурок, Витольд Михайлович
Витольд Михайлович Ашурок (бел. Вітольд Міхайлавіч Ашурак; 13 октября 1970, Огородники, Гродненская область — 21 мая 2021, Исправительная колония №17, Могилёвская область) — белорусский общественно-политический и экологический активист, скончавшийся в заключении.

## Биография

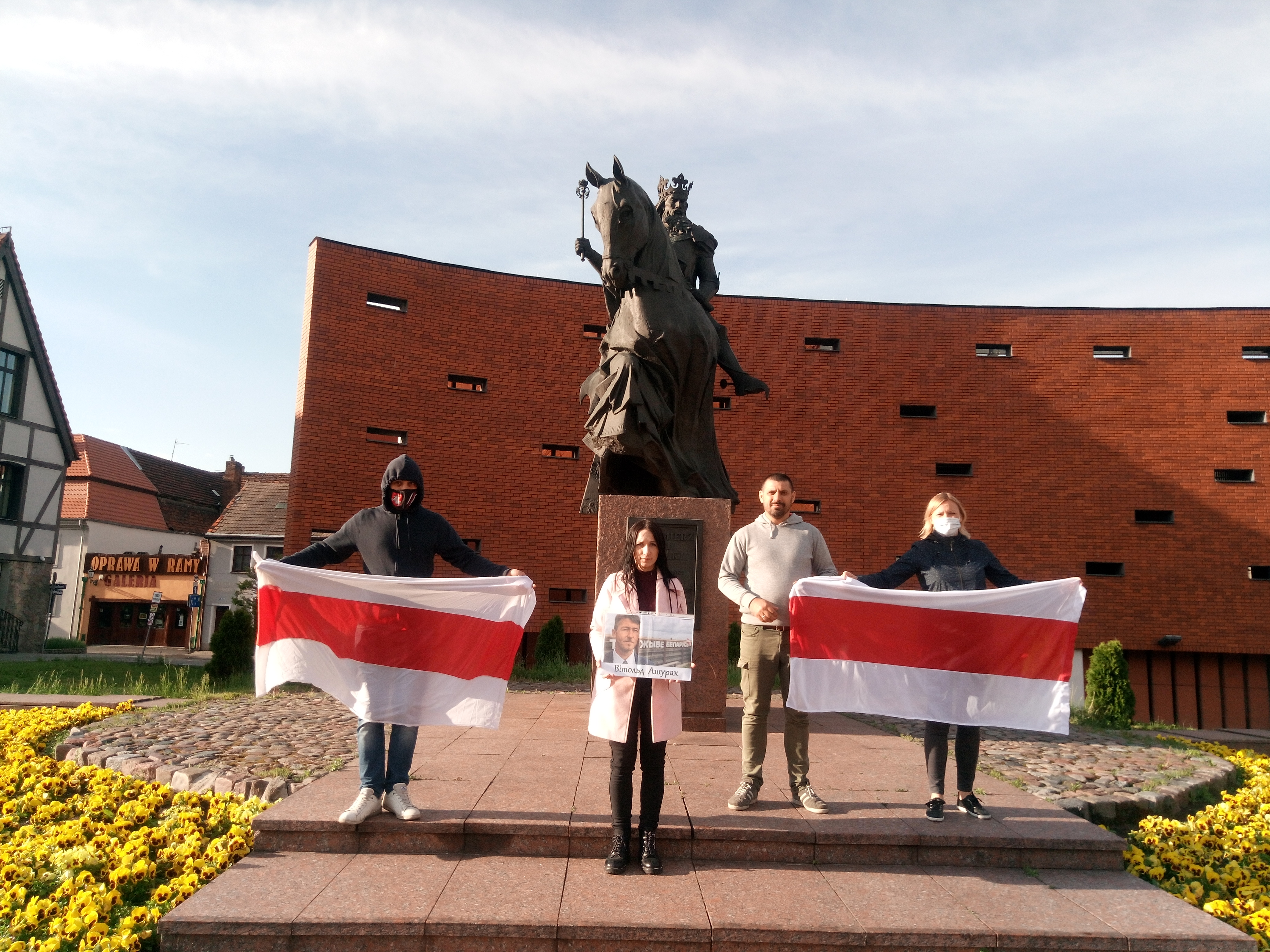
Акция памяти Ашурка в польском Быдгоще 22 мая 2021 года

Работал стеклодувом на стеклозаводе «Неман» в Берёзовке, затем занялся ремонтом домов. В 2010 году участвовал в акции протеста после президентских выборов в Минске, был осуждён на 12 суток ареста. По отзыву знавшего его барда Андрея Мельникова, после событий 2010 года Ашурок приобщился к белорусской культуре и отказался от вредных привычек. Вскоре после отбывания ареста вступил в Партию БНФ, баллотировался на местных и парламентских выборах. Помимо политической деятельности, выступал с критикой расширения стеклозавода с экологических позиций, занимался мемориализацией участников восстания 1863—1864 годов, устанавливая кресты в местах захоронения повстанцев. В 2016 году суд оштрафовал его за несанкционированный одиночный пикет, направленный на привлечение внимания к экологическим проблемам Берёзовки, вызванным организацией производства стекловаты на заводе. Впоследствии неоднократно проводил несанкционированные политические и экологические одиночные пикеты. В 2019 году Ашурок привлёк внимание СМИ к сбросу неочищенных сточных вод в реку Дитву, которые привели к мору рыбы. Участвовал в инициативе по установке памятника основателю стеклозавода Юлиусу Столле. В 2017 году вместе с другими местными активистами установил у памятника Ленину в Берёзовке венок с напоминанием о жертвах политических репрессий в СССР.
Вечером 9 августа 2020 года Ашурок участвовал в акции протеста против фальсификации президентских выборов у здания Лидского райисполкома. Ашурок был задержан и осуждён на 20 суток, но был освобождён досрочно. Ашурок продолжил участвовать в протестах, и 19 сентября его задержали повторно. Во время нового ареста против него было возбуждено уголовное дело. Ему были предъявлены обвинения по двум статьям Уголовного кодекса Республики Беларусь — 342, ч. 1 («Организация и подготовка действий, грубо нарушающих общественный порядок, либо активное участие в них») и 364 («Насилие либо угроза применения насилия в отношении сотрудника органов внутренних дел»). По инициативе судьи Лидского районного суда Максима Юрьевича Филатова суд вёлся в закрытом режиме по причине «угрозы государственной безопасности», хотя на информационном стенде эта информация не была указана, и около 50 родственников и соратников не смогли присутствовать на заседаниях. 18 января 2021 года судья Филатов приговорил Ашурка к 5 годам лишения свободы в колонии общего режима, а также постановил взыскать с Ашурка 1000 рублей (390 долларов) за нанесённый моральный ущерб милиционеру и 81 рубль (31 доллар) стоимости лекарств ему же, уничтожить изъятые членский билет Партии БНФ и бело-красно-белые флаги. Отмечалось, что на момент вынесения решения суда приговор Ашурку был самым суровым среди всех активистов. По мнению журналистки и активиста движения «За свободу» Ольги Быковской, суровый приговор был обусловлен стремлением властей в первую очередь подавить протестное движение в регионах.
27 января 2021 года 11 белорусских правозащитных организаций признали Ашурка политическим заключённым. В феврале депутат Палаты представителей Ирландии Шон Хоги взял шефство над Ашурком.
Отбывал заключение в исправительной колонии № 17 в Шклове. В одном из последних писем Ашурок заявил, что тюремное начальство заставило его и других политических заключённых носить жёлтую бирку, выделявшую его среди заключённых (подобная практика сравнивается с обязательным ношением евреями жёлтых звёзд Давида в нацистской Германии).
21 мая 2021 года родные сообщили в СМИ о смерти Ашурка от остановки сердца: эту информацию им сообщили из колонии по телефону. По утверждению жены Ашурка, у него ранее не наблюдались проблемы с сердцем.
25 мая 2021 года тело Ашурка было передано родным с забинтованной головой. Родственникам сообщили, что тело уронили при выгрузке из холодильника. 25 мая Следственный комитет Республики Беларусь опубликовал видео с признаками монтажа из камеры (предположительно — ШИЗО), на котором запечатлены два спонтанных падения Ашурка. Следственный комитет также заявил, что Ашурок не жаловался на здоровье и отказывался от помощи и госпитализации. В предварительном свидетельстве о смерти, выданном родственникам и подписанном Могилёвским управлением Государственного комитета судебных экспертиз, причина смерти не была указана (код МКБ-10 R99 «Другие неточно обозначенные и неуточнённые причины смерти»).
Смерть Ашурка вызвала значительный резонанс. 22 мая было проведено несколько пикетов и одиночных акций в память об Ашурке. Соболезнования родным и близким Ашурка высказали Светлана Тихановская и Павел Латушко.
Похоронен 26 мая 2021 года на городском кладбище в Берёзовке Лидского района. Согласно последней воле Ашурка, его тело накрыли бело-красно-белым флагом.
В декабре 2024 года Киберпартизаны заявили, что в качестве официальной причины смерти Витольда Ашурка в документах указаны «другие неточно обозначенные и неуточнённые причины смерти».

## Память
24 ноября 2022 г. Ашурок был посмертно награждён Медалью ордена Погони Рады Белорусской народной республики.